# Aghdam
Aghdam eller Agdam, azerbajdzjanska: Ağdam, ryska: Агдам (Agdam), armeniska: Աղդամ (Aghdam) eller Ակնա (Akna), grundad i mitten av 1700-talet, ödelagd 1993, är en ruinstad belägen i distriktet med samma namn i mellersta Azerbajdzjan. Staden ödelades i samband med konflikten mellan Armenien och Azerbajdzjan om området Nagorno-Karabach (Höga Karabach) under det första Nagorno-Karabach-kriget som utbröt i början av 1990-talet. Staden, som ligger nära Nagorno-Karabachs östra gräns, intogs av armeniska trupper i juli 1993. Stadens invånare som enligt en sovjetisk folkräkning från 1989, före kriget, uppgick till cirka 28 000 varav majoriteten var azerer, men som enligt andra uppskattningar före ödeläggelsen 1993 kan ha uppgått till 40 000–50 000 personer, flydde huvudsakligen österut. Staden stod därefter de facto under den självutnämnda republiken Artsach (också kallad republiken Nagorno-Karabach) kontroll och nästan helt obebodd och i ruiner under nära tre decennier, i 27 år, fram till november 2020, då staden, som en del av vapenstilleståndsavtalet efter det andra Nagorno-Karabach-kriget, överlämnades till Azerbajdzjan, som tog kontroll över staden den 20 november 2020.
Azerbajdzjans regering tillkännagav 2021 planer på att återuppbyggda staden. Enligt Azerbajdzjans president Ilham Aliyev och landets myndigheter planeras fem nya bostadsområden i Aghdam stå klara till slutet av år 2026. Cirka 42 000 människor planeras enligt myndigheterna då kunna bo i staden och i de åtta omgivande byarna som också planeras att återuppbyggas och integreras med staden. Återuppbyggnadsplanerna omfattar därtill en ny modern stadskärna, ett rekreationsområde, ett museum och en industripark samt infrastruktur för förbindelse med andra städer. En urval av stadens ruiner skall enligt planen också konserveras och bevaras för att vittna om kriget och stadens historia.
Själva staden Aghdam ligger i distriktet Aghdams västra del och var före krigsutbrottet och är fortfarande de jure distriktets huvudort, men de facto är idag Quzanlı distriktets huvudort. Quzanlı ligger cirka tre mil nordöst om Aghdam. En fara runt Aghdam efter kriget är landminor. Landminorna är en faktor som fördröjer återuppbyggnaden och återbefolkningen av området.

## Geografi
Aghdam ligger cirka 260 kilometer väster om Azerbajdzjans huvudstad Baku. Staden ligger geografiskt mellan Lilla Kaukasusbergen och floderna Kura och Aras lågland, nära Karabach-bergens östra fot i Karabach-slättens (Låga Karabach) västra utkant. Terrängen runt Aghdam är därför kuperad västerut, men österut finns slättland, som sluttar ned mot Kura-Aras lågland (Kür-Araz). Floden Qarqarçay, som är en biflod till Kura, rinner genom distriktet inte långt söder om staden Aghdam.
Trakten närmast staden Aghdam bestod före stadens ödeläggelse till största delen av jordbruksmark. Spannmåls-, vin- och bomullodling, samt boskapsuppfödning, mejeriindustri och uppfödning av silkesmaskar var viktiga jordbruksnäringar i distriktet.
Klimatet i distriktet Aghdam är huvudsakligen milt-hett, torrt subtropiskt vilket innebär varma till heta somrar och milda vintrar. Årsnederbörden är 300–550 mm. Medeltemperaturen brukar vara mellan 23°C och 26°C i juli och mellan -0,2°C och 1,8°C i januari.
Vegetationen i området är generellt av busk- och stäpptyp.

## Historia
Staden Aghdam grundades i mitten av 1700-talet under tiden för Karabachkhanatet, vars förste härskare Panah Ali Khan här lät bygga ett residens och sommarpalats. Hit förlades även khanens begravningsplats. När den ryska erövringen av Kaukasus tog fart i början på 1800-talet var Aghdam redan en stor by. Efter den ryska erövringen av området fick Aghdam 1828 officiellt status som en stad i det ryska riket. 1868–1870 uppfördes stadens idag kanske mest kända landmärke, Jumamoskén, som var den enda av stadens byggnader som stod kvar någorlunda intakt efter det första Nagorno-Karabach-kriget på 1990-talet. Staden tillhörde under den ryska tiden guvernementet Jelizavetpol (Kejsardömet Ryssland) fram till 1920 och sedan, under sovjettiden, sovjetrepubliken Azerbajdzjanska SSR. År 1930 bildades distriktet Aghdam med staden Aghdam som huvudort. Enligt sovjetiska folkräkningar uppgick antalet invånare i staden år 1968 till cirka 18 000.
Aghdam var under sovjettiden en vägknut och staden hade två järnvägsstationer. Det fanns också en flygplats. Förutom lantbruk var också verkstadsindustri och verktygsfabriker viktiga näringar för staden. Aghdam hade även lantbruks-, medicin- och musikskolor och en dramateater. 1983 öppnades ett brödmuseum i staden. Ett tehus, invigt 1986, fanns också i staden, av vilket en kopia senare byggdes i Quzanlı. Staden hade även en sportarena, öppnad 1952, som före kriget var hemmarena för fotbollsklubben Qarabağ FK. 
1991 upplöstes Sovjetunionen och konflikten om Nagorno-Karabach utvecklades snart till öppet krig. Den 23 juli 1993 intogs Aghdam av armeniska trupper. Staden ansågs av den armeniska sidan vara en samlingsplats för azeriska trupper och artilleri som hotade den armeniska befolkningen i Nagorno-Karabach, däribland i städer som Stepanakert och Askeran. Aghdam lades nästan helt i ruiner och stod därefter de facto under de armeniska separatisternas kontroll och nästan helt obebodd under nära tre decennier, i 27 år, fram till november 2020. Staden kallades från november 2010 Akna av republiken Artsach. Enligt dess företrädare bodde samma år 360 personer i staden.
År 2008 kallade tidningen Lonely Planet Aghdam för "Kaukasus Hiroshima" på grund av den omfattande förstörelsen av staden. Staden har även blivit kallad en "spökstad".
I november 2020 blev staden Aghdam som en del av vapenstilleståndsavtalet efter det andra Nagorno-Karabach-kriget överlämnad till Azerbajdzjan, som tog kontroll över staden den 20 november 2020. Azerbajdzjans regering tillkännagav 2021 att det finns planer på att återuppbyggda staden.

## Platser och monument

### Panah Ali Khans palats
I Aghdam finns ruinerna av Panah Ali Khans palats, som det residens och sommarpalats som Panah Ali efter sin återkomst till Karabach från Khorasan (efter 1738) här lät bygga kallas. Två byggnader i vit sten står placerade vinkelrätt mot varandra och öppnar sig mot en innergård. Huvudbyggnaden består av flera välvda rum grupperade runt en central kupolformad hall. Huvudfasaden mot innergården har en iwan, orienterad mot söder, med en arkad med tre spann av spetsbågar vilade på pelare av massiv sten. Den centrala hallens tak är en åttakantig kupol med en öppning för ljus och luft i toppen utformad som en lykta. Byggnadskomplexet har även om det kallas för ett palats och är relativt stort arkitektoniskt mera karaktären av en rik mans bostad än ett lyxigt palats för en khan och visar en glimt av hur de rikaste människorna i regionen kunde bo på 1700-talet. Det är troligt att fler byggnader ingick i detta komplex i dess tidiga dagar.

### Slottet Shahbulag
Slottet Shahbulag nära Aghdam byggdes på order av Panah Ali Khan och stod färdigt 1752. Slottet Shahbulag ersatte slottet Bayat som khanatets huvudfäste, innan khanatets styre flyttades till Panahabad (Sjusja). Slottet är byggt som en stark borg för försvar med höga murar och torn. Murarna och tornen är krenelerade och försedda med skottgluggar.

### Shahbulagmoskén
Shahbulagmoskén, som ligger i slottet Shahbulags nordvästra del, är en moské i kalksten som byggdes 1751–1752 på order av Panah Ali Khan.

### Imarat begravningsplats

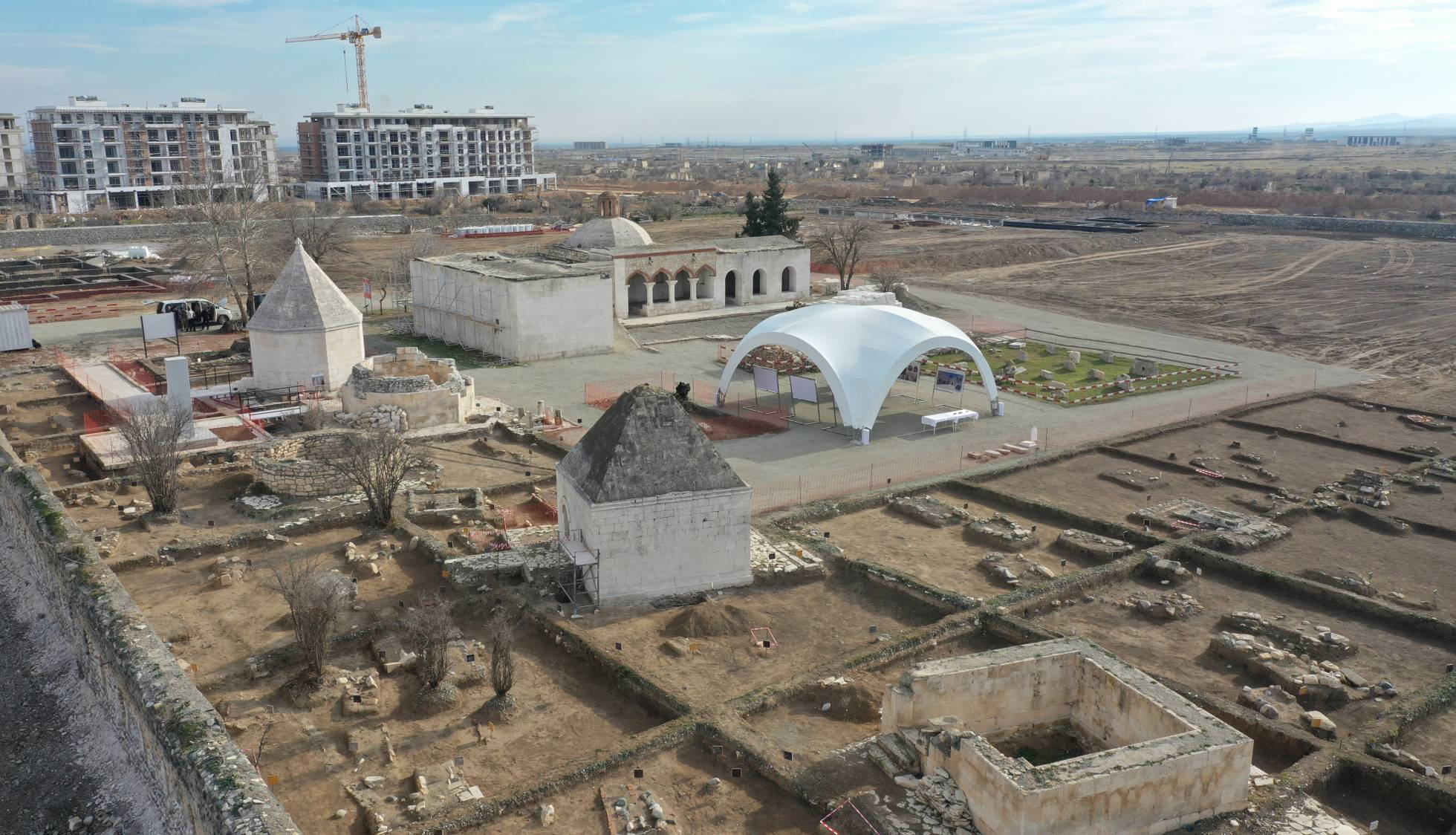
Imarat-komplexet i december 2023, med Panah Ali Khans palats och begravningsplatsen. I bakgrunden ses två större hus under uppbyggnad.

Nära Panah Ali Khans palats ligger begravningsplatsen för Karabachkhanatets härskare och deras familjemedlemmar. Begravningsplatsen stammar från 1700-talet och består av ett komplex av vita mausoleum i en konisk stil samt andra enklare gravmonument. Begravningsplatsen blev svårt förstörd i samband med kriget på 1990-talet, men restaureringsarbeten har efter 2020 påbörjats.

### Brödmuseet
Brödmuseet i Aghdam öppnades 1983 och hade bröd och dess historia som fokus. Museet förstördes under kriget, men en del av en vägg med muralmålningar står kvar, fast målningarna är skadade.

### Tehuset
Tehuset i Aghdam invigdes 1986 och hade tre våningar. Varje våning hade terrass runt om. Terrasserna förbands utvändigt av en spiraltrappa. Taket var en kupol. Byggnaden var innan den förstördes ett landmärke i staden. En kopia av tehuset i Aghdam finns i Quzanlı.